# Heinrich Kuckuck
Heinrich Dietrich Wilhelm Kuckuck (* 8. Januar 1900 in Steinhude; † 23. März 1983 ebenda) war ein deutscher Politiker (NSDAP; FDP).

## Leben
Heinrich Kuckuck war der Sohn eines Fischers. Nach dem Schulbesuch wurde er im September 1918 als Soldat eingezogen und nahm am Ersten Weltkrieg teil. Danach besuchte er die Präparandenanstalt und das Lehrerseminar in Wunstorf, das er mit der Ersten Lehramtsprüfung beendete. Nach dem frühen Tod seines älteren Bruders, der gegen Kriegsende gefallen war, trat er als Teilhaber und Geschäftsführer in das väterliche Geschäft ein.
Kuckuck trat zum 1. Dezember 1931 der NSDAP bei (Mitgliedsnummer 818.362) und war bis 1945 Leiter der NSDAP-Ortsgruppe Steinhude. Er engagierte sich in der Kommunalpolitik und wurde im Mai 1933 Abgeordneter des Schaumburg-Lippischen Landtages, als er für den ausgeschiedenen Abgeordneten Karl Dreier nachrückte, der zuvor zum Landespräsidenten gewählt worden war. Er blieb bis zur Auflösung des Parlaments Landtagsabgeordneter.
Von Juli bis Oktober 1944 war Kuckuck Soldat beim Luftwaffenbataillon in Oldenburg.
Nach Beendigung des Zweiten Weltkrieges wurde Kuckuck bis November 1947 im Internierungslager Hiddesen inhaftiert. Im Anschluss an seine Entlassung betätigte er sich erneut kommunalpolitisch – für die FDP. Er war von 1952 bis 1972 Gemeinderat, von 1952 bis 1956 sowie von 1964 bis 1968 stellvertretender Bürgermeister und von 1957 bis 1964 sowie von 1968 bis 1972 Bürgermeister der Gemeinde Steinhude. Des Weiteren war er von 1956 bis 1972 Kreistagsmitglied des Landkreises Hannover.
Heinrich Kuckuck war seit 1925 mit Caroline Kortebein (1905–1986) verheiratet und hatte drei Söhne.